# Federico Santander
Federico Javier Santander Mereles (* 4. Juni 1991 in San Lorenzo) ist ein paraguayischer Fußballspieler, der in seiner Heimat für Club Nacional und die paraguayische Fußballnationalmannschaft spielt.

## Vereinskarriere
Santander startete seine Karriere bei Club Guaraní aus der Hauptstadt Asunción. Nachdem er ein U20-Turnier mit Guaraní gewonnen hatte, erregte er das Interesse mehrerer Vereine und absolvierte ein Probetraining beim AC Mailand. Im Jahr 2008, im Alter von 16 Jahren, gab er sein Debüt mit der Profimannschaft von Guaraní und erzielte beim 5:2-Sieg gegen Tacuary ein Tor. Am 31. August 2010 wurde er für ein Jahr an den FC Toulouse ausgeliehen, für die er 5 Tore in 23 Ligaspielen erzielte.
Im Februar 2012 wechselte er zu Racing Club in die argentinische Primera División und wurde im Juli an CA Tigre verliehen. Im Jahr 2013 kehrte er schließlich zu seinem Heimatverein Club Guaraní nach Paraguay zurück.
Am 14. Juni 2015 unterzeichnete Santander einen Fünfjahresvertrag bei dem dänischen Superliga-Team FC Kopenhagen. Er gab sein Ligadebüt am 2. August 2015 gegen SønderjyskE und bereitete zwei Tore vor. In den folgenden Jahren wurde Santander zu einem der treffsichersten Spieler der Liga und er konnte zweimal das Double aus dänischer Meisterschaft und Pokal gewinnen.
Im Juni 2018 wechselte Santander für eine Ablösesumme von 6 Millionen Euro zum FC Bologna nach Italien. Nach vier Jahren in Bologna wechselte er 2022 weiter zu Reggina 1914 in die Serie B.

## Nationalmannschaft
Er debütierte am 9. Oktober 2010 bei einer 0:1-Niederlage gegen Australien für die A-Nationalmannschaft von Paraguay.

## Erfolge

### Verein
- Dänischer Meister (2): 2016, 2017
- Dänischer Pokalsieger (2): 2016, 2017